# Лижма (станция)
Ли́жма (карел. Ližma) — промежуточная железнодорожная станция Октябрьской железной дороги на 493,01 км Мурманской железной дороги.
До Великой Отечественной войны при станции функционировало построенное в 1933 году оборотное депо, которое было предназначено для ликвидации длинных плеч оборота паровозов.

## Общие сведения
Станция расположена в населённом пункте посёлок при станции Лижма Кедрозерского сельского поселения Кондопожского района Республики Карелия в 1 км от озера Кедрозеро.
К станции примыкают два однопутных перегона: Лижма — Новый Посёлок в чётном направлении и Лижма — Кедрозеро в нечётном направлении.

## Пассажирское сообщение
По состоянию на 2019 год по станции проходит ежедневно одна пара электропоездов сообщением Медвежья Гора — Петрозаводск-Пасс. — Медвежья Гора.